# Chuyến bay 1153 của Tuninter
I
Chuyến bay 1153 của Tuninter là một chuyến bay của hãng hàng không Tuninter từ Bari,Ý đến Djerba, Tunisia đã bị rơi tại vùng biển Địa Trung Hải vào ngày 6 tháng 8 năm 2005. 16 người trên tổng số 39 người thiệt mạng. Vụ tai nạn do hết nhiên liệu vì lắp đặt sai đồng hồ báo nhiên liệu ATR 42 trên ATR 72. Đây là vụ tai nạn đầu tiên trong lịch sử 14 năm của hãng hàng không Tuninter.